# Lucas Torreira
Lucas Sebastián Torreira Di Pascua (Fray Bentos, 11 februari 1996) - alias Lucas Torreira - is een Uruguayaanse voetballer die doorgaans als defensieve middenvelder speelt. Torreira debuteerde in 2018 in het Uruguayaans voetbalelftal.

## Clubcarrière
Torreira speelde in Uruguay bij 18 de Julio en Montevideo Wanderers. In januari 2014 trok hij naar Pescara. In 2015 werd hij voor twee miljoen euro verkocht aan Sampdoria, dat de kleine middenvelder tijdens het seizoen 2015/16 nog op huurbasis bij Pescara liet spelen. Op 21 augustus 2016 volgde zijn Serie A-debuut voor Sampdoria, tegen Empoli. Bijna twee jaar later nam Arsenal hem voor een bedrag van naar verluidt 30 miljoen euro over van Sampdoria.
In de zomer van 2022 maakte hij de overstap naar de Turkse grootmacht Galatasaray, dat naar verluidt 6 miljoen euro betaalde voor hem.

## Clubstatistieken
| Seizoen | Club              | Land              | Competitie       | Competitie | Competitie | Beker | Beker | Internationaal | Internationaal | Totaal | Totaal |
| Seizoen | Club              | Land              | Competitie       | Wed.       | Dlp.       | Wed.  | Dlp.  | Wed.           | Dlp.           | Wed.   | Dlp.   |
| ------- | ----------------- | ----------------- | ---------------- | ---------- | ---------- | ----- | ----- | -------------- | -------------- | ------ | ------ |
| 2014/15 | Pescara           | Vlag van Italië   | Serie B          | 5          | 0          | 0     | 0     | —              | —              | 5      | 0      |
| 2015/16 | Sampdoria         | Vlag van Italië   | Serie A          | —          | —          | —     | —     | —              | —              | 0      | 0      |
| 2015/16 | → Pescara         | Vlag van Italië   | Serie B          | 29         | 4          | 2     | 1     | —              | —              | 31     | 5      |
| 2016/17 | Sampdoria         | Vlag van Italië   | Serie A          | 35         | 0          | 1     | 0     | —              | —              | 36     | 0      |
| 2017/18 | Sampdoria         | Vlag van Italië   | Serie A          | 36         | 4          | 2     | 0     | —              | —              | 38     | 4      |
| 2018/19 | Arsenal           | Vlag van Engeland | Premier League   | 34         | 2          | 4     | 0     | 12             | 1              | 50     | 3      |
| 2019/20 | Arsenal           | Vlag van Engeland | Premier League   | 29         | 1          | 4     | 1     | 6              | 0              | 39     | 2      |
| 2020/21 | → Atlético Madrid | Vlag van Spanje   | Primera División | 19         | 1          | 2     | 0     | 5              | 0              | 26     | 1      |
| 2021/22 | → Fiorentina      | Vlag van Italië   | Serie A          | 31         | 5          | 4     | 0     | 0              | 0              | 35     | 5      |
| 2022/23 | Galatasaray       | Vlag van Turkije  | Süper Lig        | 31         | 0          | 3     | 0     | —              | —              | 34     | 0      |
| 2023/24 | Galatasaray       | Vlag van Turkije  | Süper Lig        | 35         | 1          | 2     | 0     | 10             | 0              | 47     | 1      |
| 2024/25 | Galatasaray       | Vlag van Turkije  | Süper Lig        | 32         | 5          | 5     | 1     | 11             | 0              | 48     | 6      |
| 2025/26 | Galatasaray       | Vlag van Turkije  | Süper Lig        | 1          | 0          | 0     | 0     | 0              | 0              | 1      | 0      |
| Totaal  | Totaal            | Totaal            | Totaal           | 317        | 23         | 29    | 3     | 44             | 1              | 390    | 27     |

Bijgewerkt tot en met 8 augustus 2025.

## Interlandcarrière
Torreira debuteerde op 23 maart 2018 in het Uruguayaans voetbalelftal, tijdens een met 2–0 gewonnen oefeninterland tegen Tsjechië. Hij kwam in de 68e minuut in het veld als vervanger voor Matías Vecino. Torreira maakte deel uit van de Uruguayaanse selectie die deelnam aan de WK-eindronde 2018 in Rusland. La Celeste behaalde drie zeges op rij in groep A, waarna de ploeg van bondscoach Oscar Tabárez in de achtste finales afrekende met regerend Europees kampioen Portugal (2–1) door twee treffers van aanvaller Edinson Cavani. Zonder diens inbreng (kuitblessure) verloor Uruguay vervolgens in de kwartfinale met 2–0 van de latere wereldkampioen Frankrijk. Torreira kwam in alle vijf de duels in actie voor zijn vaderland.

## Erelijst
| Competitie          |                 |                           |
| Competitie          | Aantal          | Jaren                     |
| Atlético Madrid     | Atlético Madrid | Atlético Madrid           |
| ------------------- | --------------- | ------------------------- |
| Primera División    | 1x              | 2020/21                   |
| Galatasaray         |                 |                           |
| Süper Lig           | 3x              | 2022/23, 2023/24, 2024/25 |
| Turkse voetbalbeker | 1x              | 2024/25                   |
| Turkse supercup     | 1x              | 2023                      |